# André Neyton
Pour les articles homonymes, voir Neyton.
 (octobre 2023).
Il peut être nécessaire de l'améliorer pour respecter le principe de neutralité de point de vue. Veuillez consulter la page de discussion pour plus de détails.

André Neyton est un metteur en scène, comédien et auteur dramatique français né le 26 janvier 1935 à Toulon où il est mort le 11 février 2025,,.

## Biographie
André Neyton fait ses études à Toulon puis à Draguignan à l’École normale d’instituteurs. Il enseigne à ses débuts comme instituteur avant de devenir professeur dans l’enseignement secondaire où il restera jusqu’en 1975. Professeur au Collège d'enseignement général de La Garde, il retrouve la villa gallo-romaine de Saint-Michel à La Garde (Var), un domaine oléicole au Haut-Empire, et commence des prospections et des sondages avec ses élèves. Ces travaux supervisés par Marc Gérard, permettent de mesurer l’extension du site et de dégager une pièce sur hypocauste.
Engagé dans une démarche militante d’éducation populaire, il commence très tôt par le théâtre amateur, en particulier avec la troupe toulonnaise Calendal (1957-1965). Il suit des formations dans les stages du Ministère de la Jeunesse et des Sports notamment avec Charles Antonetti, et par ailleurs avec Isaac Alvarez ou encore Nicolas Bataille.
À partir des années soixante, il s’intéresse à la culture et à la langue d’oc dont il découvre avec Guy Martin et Robert Lafont toute la richesse et la réalité présente. En 1966, André Neyton crée le premier festival de théâtre du Var à Fox-Amphoux, dans lequel il présente le premier spectacle occitan d’expression contemporaine, Per jòia recomençar de Robert Lafont. En 1970, au côté de Claudi Marti, Mans de Breish, Patric, il joue dans Oc, spectacle présenté à Pignan en clôture du Colloque sur les langues romanes et la littérature occitane de Montpellier. En 1971, il crée le Centre Dramatique Occitan de Provence dont le premier spectacle, Lo darrier moton de Gaston Beltrame, invité aux Journées du Théâtre des Nations organisées par Jean-Louis Barrault, est joué à La Sorbonne,,,. Dès 1973, il ouvre son premier Théâtre à Toulon, au 13 rue St Cyprien, dans lequel il ébauche déjà un début de programmation, des expositions, et des cours de langue occitane. La même année, il monte Dom Esquichote ou le tour de Provence de Baltazar qu’il présente au Festival occitan créé à Avignon,par André Benedetto. C'est en 1975 qu'André Neyton ouvre le Théâtre de la Porte d'Italie, offrant à la Ville de Toulon son premier vrai Théâtre. En effet, à cette époque, la Ville est encore dépourvue d'équipements culturels. Il y propose alors une vraie programmation, avec déjà des formations internationales comme Urban Sax ou Bratsch. La même année, la pièce écrite par Gaston Beltrame, Martin Bidouret o lo còp d’Estat de 1851, qu’il met en scène, est invitée au Festival Mondial du Théâtre de Nancy dirigé par Jack Lang,. En 1983, FR3 produit sa mise en scène de La Révolte des  cascavèus de Robert Lafont qui est diffusée nationalement le 13 août 1985,. En 1984, avec l'aval du Ministre de la Culture, il crée le Théâtre de la Méditerranée, destiné à promouvoir les échanges internationaux entre Cultures Régionales de l’Espace Méditerranéen,. Il ouvre alors un troisième lieu, une structure originale sous forme d'un Théâtre Régional Mobile, doté de 450 places, destinée à parcourir les communes de la Région. Enfin, c'est en 1991 qu'il ouvrira son quatrième théâtre, installant le Théâtre de la Méditerranée et le Centre Dramatique Occitan dans un cinéma du Mourillon, que son association, grâce au financement des collectivités, transformera en théâtre, l'Espace Comedia,,. En 2018, il est lauréat du grand prix littéraire de Provence,,,.

## Théâtre

### Mises en scène
- 1963 : Jusqu’à minuit de Claude Santelli. Les vautours de Pierre de Prins.
- 1964 : Le sacrifice du bourreau, Edouard et Agrippine, L’Azote de René de Obaldia
- 1966 : Per jòia recomençar de Robert Lafont, créé à Fox-Amphoux
- 1967 : Le soldat de Marathon de Raymond Jardin, créé à Fox-Amphoux
- 1972 : Lo darrier moton[28] de Gaston Beltrame
- 1973 : Dòm Esquichòte ò lo torn de Provença de Bautesar[27] de Robert Lafont.
- 1974 : Le chant général de Pablo Neruda.
- 1975 : Martin Bidoret ò Lo còp d’Estat de 1851[28] de Gaston Beltrame
- 1976 : Poupre et Compagnie[28],[29]de René Merle.
- 1977 : Mon bèu pais tot estrifat. Spectacle poétique.
- 1978 : Proprietat privada[28] et Operacion Chòla Babau de Florian Vernet.
- 1979 : La révolte des cascavèus[28] de Robert Lafont.
- 1980 : Rapport Wallace Müller[28], adapté de M7 Catalunya, d’Albert Boadella.
- 1980 : Nini Polyphème, de Florian Vernet.
- 1983 : La Croisade[28], de Robert Lafont.
- 1985 : Le venin du théâtre[28], de Rodolf Sirera.
- 1986 : Odyssée 86. Contes de la Méditerranée.
- 1987 : Bloody Mary show de Rodolf Sirera.
- 1988 : Gaspard de Besse d’André Neyton.
- 1990 : Le siège de Mons d’André Neyton.
- 1991 : Il viaggio de Jean Siccardi et André Neyton.
- 1993 : Maurin des Maures de Jean Aicard, adaptation d’André Neyton.
- 1995 : Odyssée 95. Contes de la Méditerranée.
- 1997 : René Char. Spectacle poétique.
- 1999 : Odyssée 2000. Contes de la Méditerranée.
- 2001 : La farandole de la Liberté d’André Neyton.
- 2003 : Barras, le Vicomte à l’ail d’André Neyton.
- 2004 : La légende noire du Soldat O[28],[30],[31],[32] d’André Neyton, spectacle qui obtenu le label de la Mission du Centenaire 14-18[33]
- 2006 : L’affaire de la Belle Cadière d’André Neyton.
- 2008 : Du beurre dans les rutabagas[28] d’André Neyton.
- 2010 : Occitania for ever, Extraits de l’œuvre théâtrale de Robert Lafont.
- 2011 : Maurin des Maures de Jean Aicard, adaptation d’André Neyton pour randonnée-théâtre.
- 2015 : Gaspard de Besse, adaptation d’André Neyton pour randonnée-théâtre.
- 2016 : Moi, Gaston Dominici, assassin par défaut[28],[34],[33],[35],[36],[37] d’André Neyton.
- 2023 : Duel Républicain (Les trompe-la-mort de l'An II) d'André Neyton.

## Filmographie
- 1977 : Ome d'Oc de Jean-Pierre Chabrol
- 1980 : Retour à Marseille  de René Allio
- 1983 : La Mémoire de la porte de Bois  d’Alain Glasberg
- 1983 : La Révolte des Cascavèus de Jean-Philippe Monnier et André Neyton
- 1984 : Le Matelot 512 de René Allio
- 1985 : Le Paria de Denys de La Patellière
- 1991 : Transit de René Allio
- 1995 : L'Avocate de Michel Win
- 1995 : Bye Bye de Karim Dridi
- 1995 : Victoire aux poings de Claude Barrois
- 1996 : Une mère en colère de Gilles Béhat
- 1998 : Marseille de Didier Albert

### Réalisation
- 1983 : La Révolte des Cascavèus (FR3) de Robert Lafont, coréalisation Jean-Philippe Monnier
- 2008 : Il le fallait[38],[39]. Long métrage documentaire sur la Résistance dans le Var. Une partie du documentaire figure au Mémorial du Faron à Toulon, en écoute pour le public[38].

## Discographie
- 1978 : Poèmas occitans per uèi[40],[41], 33 t vinyle (Ventadorn éd.)

## Publications
- 1960 : Poèmes dans la revue La Cave
- 1999 : Toulon, la culture demain ? Rencontres CDO éd[42].
- 2000 : Les Bouffons du marché dans Méditerranée d’une rive à l’autre, éd. de la Renaissance
- 2001 : La Farandole de la liberté[43],[44], Autres Temps éd.
- 2003 : Barras, le Vicomte à l’ail[43],[44], Autres Temps éd.
- 2004 : La Légende Noire du Soldat O[43],[44], Rencontres CDO éd.
- 2006 : L'Affaire de la belle Cadière[43],[45],[44], Rencontres-CDO éd.
- 2008 : Du beurre dans les rutabagas[43],[44], Rencontres-CDO éd.
- 2014 : Mon aventure théâtrale avec Robert Lafont : un teatre de batesta (Los que fan viure e treslusir l'occitan : Actes du Xe Congrès de l'AIEO, Béziers)[46]
- 2016 : Moi, Gaston Dominici, assassin par défaut[43],[44], Rencontres-CDO éd.
- 2021 : Il fallait être fou[43],[44], Les Cahiers de l'Égaré éd.
- 2023 : Dire l’homme le siècle[47], Presses universitaires de la Méditerranée